# Elecciones generales de Dinamarca de 1964
Las elecciones generales de Dinamarca fueron realizadas el 22 de septiembre de 1964. Los Socialdemócratas se posicionaron como el partido ás grande del Folketing, con 76 de los 179 escaños. La participación electoral fue de un 85.5% en la Dinamarca continental, un 50.2% en las Islas Feroe y un 48.9% en Groenlandia.

## Resultados
| Dinamarca                               | Dinamarca | Dinamarca | Dinamarca | Dinamarca |
| Partido                                 | Votos     | %         | Escaños   | +/–       |
| --------------------------------------- | --------- | --------- | --------- | --------- |
| Socialdemócratas                        | 1.103.667 | 41.9      | 76        | 0         |
| Venstre                                 | 547.770   | 20.8      | 38        | 0         |
| Partido Popular Conservador             | 527.798   | 20.1      | 36        | +4        |
| Partido Popular Socialista              | 151.697   | 5.8       | 10        | –1        |
| Partido Social Liberal                  | 139.702   | 5.3       | 10        | –1        |
| Partido Independiente                   | 65.756    | 2.5       | 5         | –1        |
| Partido Justicia                        | 34.258    | 1.3       | 0         | 0         |
| Partido Comunista de Dinamarca          | 32.390    | 1.2       | 0         | 0         |
| Unidad Danesa                           | 9.747     | 0.4       | 0         | Nuevo     |
| Partido Schleswig                       | 9.274     | 0.4       | 0         | –1        |
| Partido Popular de las Políticas de Paz | 9.070     | 0.3       | 0         | Nuevo     |
| Independientes                          | 255       | 0.0       | 0         | 0         |
| Votos en blanco/nulos                   | 9.472     | –         | –         | –         |
| Total                                   | 2.640.856 | 100       | 175       | 0         |
| Islas Feroe                             |           |           |           |           |
| Socialdeócratas                         | 4.133     | 39.3      | 1         | 0         |
| Partido Unionista                       | 3.121     | 29.7      | 0         | –1        |
| Partido Popular                         | 2.622     | 25.0      | 1         | +1        |
| Partido Progresista                     | 631       | 6.0       | 0         | Nuevo     |
| Votos en blanco/nulos                   | 56        | –         | –         | –         |
| Total                                   | 10.563    | 100       | 2         | 0         |
| Groenlandia                             |           |           |           |           |
| Independientes                          | 8.332     | 100       | 2         | 0         |
| Votos en blanco/nulos                   | 97        | –         | –         | –         |
| Total                                   | 8.429     | 100       | 2         | 0         |
| Fuente: Nohlen & Stöver                 |           |           |           |           |